# Rund um die Nürnberger Altstadt 2004
Il Rund um die Nürnberger Altstadt 2004, quattordicesima edizione della corsa, si svolse il 12 settembre 2004 su un percorso con partenza e arrivo a Norimberga. Fu vinto dal tedesco Sebastian Siedler della Team Wiesenhof davanti ai suoi connazionali David Kopp e André Korff.

## Ordine d'arrivo (Top 10)
| Pos. | Corridore         | Squadra                         | Tempo    |
| ---- | ----------------- | ------------------------------- | -------- |
| 1    | Sebastian Siedler | Team Wiesenhof                  | 4h01'56" |
| 2    | David Kopp        | Team Lamonta                    | s.t.     |
| 3    | André Korff       | T-Mobile                        | s.t.     |
| 4    | Sven Bauer        | VC Frankfurt Radteam-Brügelmann | s.t.     |
| 5    | Luke Roberts      | Team ComNet-Senges              | s.t.     |
| 6    | Zdenek Mlynar     | AC Sparta Praha                 | s.t.     |
| 7    | Gert Vanderaerden | MrBookmaker-Palmans             | s.t.     |
| 8    | Kenny van Hummel  | Van Hemert-Eurogifts            | s.t.     |
| 9    | Thorsten Rund     | Winfix Arnolds Sicherheit       | s.t.     |
| 10   | Jens Renders      | MrBookmaker-Palmans             | s.t.     |